# Jozef Batthyány
Jozef Batthyány, avstrijski rimskokatoliški duhovnik, škof in kardinal, * 30. januar 1727, Dunaj, † 23. oktober 1799.

## Življenjepis
29. junija 1751 je prejel duhovniško posvečenje.
13. julija 1759 je bil imenovan za škofa Transilvanije in 2. decembra istega leta je prejel škofovsko posvečenje.
15. decembra 1760 je bil imenovan za nadškofa Kalocse in nadškofa Esztergoma.
1. junija 1778 je bil povzdignjen v kardinala in 19. aprila 1782 je bil ustoličen za kardinal-duhovnika S. Bartolomeo all'Isola.